# Манжерокское сельское поселение
Манжерокское сельское поселение — муниципальное образование в Майминском муниципальном районе Республики Алтай Российской Федерации. Административный центр — село Манжерок.

## История
Манжерокское сельское поселение на территории Майминского муниципального района было образовано в результате муниципальной реформы 2006 года.

## Население
| 2008  | 2009  | 2010  | 2011  | 2012  | 2013  | 2014  | 2015  | 2016  |
| ----- | ----- | ----- | ----- | ----- | ----- | ----- | ----- | ----- |
| 1779  | ↗1853 | ↘1705 | ↗1708 | ↘1686 | ↗1706 | ↘1703 | ↗1749 | ↘1734 |
| 2017  | 2018  | 2019  | 2020  | 2021  |       |       |       |       |
| ↗1815 | ↗1934 | ↗1964 | ↘1943 | ↘1587 |       |       |       |       |

## Состав сельского поселения
| № | Населённый пункт | Тип населённого пункта       | Население |
| - | ---------------- | ---------------------------- | --------- |
| 1 | Манжерок         | село, административный центр | ↘1567     |
| 2 | Озёрное          | село                         | ↗167      |